# 3139 Shantou
3139 Shantou este un asteroid din centura principală, descoperit pe 11 noiembrie 1980 de Observatorul Zijinshan.